# گمینا گوشچانوو

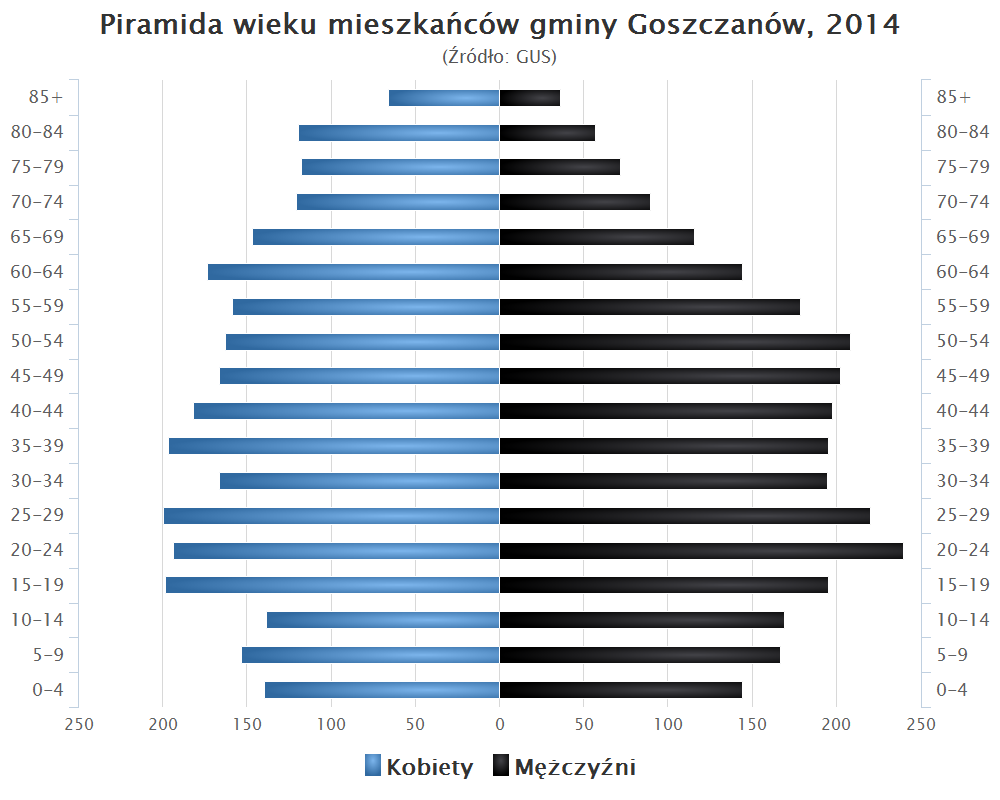
گمینا گوشچانوو

گمینا گوشچانوو (به لهستانی:  Gmina Goszczanów) یک گمینا در لهستان است که در شهرستان شراتس واقع شده‌است. گمینا گوشچانوو ۱۲۳٬۳۰۱ کیلومتر مربع مساحت و ۵٬۸۱۴ نفر جمعیت دارد.